# 石家荘地下鉄
石家荘地下鉄（せっかそうちかてつ、中文表記: 石家庄地铁、英文表記: Shijiazhuang Metro）は、中華人民共和国河北省石家荘市において運行されている地下鉄である。

## 概要
2012年9月28日に着工され、1号線と3号線は2017年6月26日に開業した。そこから2年後の2020年8月26日には2号線が開業した。最終計画では6路線を建設する予定である。
当初は主に石家荘地下鉄専用とする石家荘地下鉄・儲値票というプリペイド式のICカードが駅の窓口で販売されていたり、市中のICカードの販売店にて石家荘一卡通というICカードが販売されていたが、最近では石家荘市の地下鉄駅にて燕趙通という石家荘市で独自に発行するICカードを販売する自動販売機が改札口付近に設置されるようになっている。

## 路線

### 営業中
- ■1号線：西王駅 - 石家荘東駅 - 福沢駅
- ■2号線：柳辛荘駅 - 嘉華路駅
- ■3号線：西三荘駅 - 石家荘駅

| 線路名称 | 開業日        | 起点駅 / 終点駅 | 起点駅 / 終点駅 | 路線長（km） | 駅数 | 車輌段/停車場           | 列車編成の詳細   |
| -------- | ------------- | --------------- | --------------- | ------------ | ---- | ----------------------- | ---------------- |
| ■ 1号線  | 2017年6月26日 | 西王駅          | 福沢駅          | 34.3         | 26   | 西兆通車輌段 張営停車場 | 中国産A車6輌編成 |
| ■ 2号線  | 2020年8月26日 | 柳辛荘駅        | 嘉華路駅        | 15.5         | 15   | 嘉華車輌段              | 中国産A車6輌編成 |
| ■ 3号線  | 2017年6月26日 | 西三荘駅        | 石家荘駅        | 11.8         | 6    | 站後停車場              | 中国産A車6輌編成 |

### 建設中
- 3号線2期区間：石家荘駅 - 三教堂駅

### 計画中
- 4号線
- 5号線
- 6号線